# Домославка
Домославка — деревня в Талдомском районе Московской области России. Входит в состав сельского поселения Квашёнковское. Население — 7 чел. (2010).

## География
Расположена на севере Московской области, в северной части Талдомского района, примерно в 25,5 км к северо-востоку от центра города Талдома. Ближайшие населённые пункты — деревни Затула, Климово и Манихино.

## Население
| 1859 | 1888 | 1926 | 2002 | 2006 | 2010 |
| ---- | ---- | ---- | ---- | ---- | ---- |
| 79   | ↗126 | ↗145 | ↘0   | →0   | ↗7   |

## История
В «Списке населённых мест» 1862 года Домославка — казённая деревня 2-го стана Калязинского уезда Тверской губернии между Дмитровским и Углицко-Московским трактами, в 40 верстах от уездного города, при колодце, с 10 дворами и 79 жителями (38 мужчин, 41 женщина).
По данным 1888 года входила в состав Озерской волости Калязинского уезда, проживало 17 семей общим числом 126 человек (61 мужчина, 65 женщин).
Постановлением президиума ВЦИК от 15 августа 1921 года Озерская волость была включена в состав Ленинского уезда Московской губернии.
По материалам Всесоюзной переписи населения 1926 года — деревня Климовского сельского совета Озерской волости Ленинского уезда, проживало 145 жителей (61 мужчина, 84 женщины), насчитывалось 33 хозяйства, среди которых 28 крестьянских.
С 1929 года — населённый пункт в составе Ленинского района Кимрского округа Московской области.
Постановлением ЦИК и СНК от 23 июля 1930 года округа́ как административно-территориальные единицы были ликвидированы. Постановлением Президиума ВЦИК от 27 декабря 1930 года городу Ленинску было возвращено историческое наименование Талдом, а район был переименован в Талдомский.
В 1936 году Климовский сельсовет был упразднён, а его территория передана Озерскому сельсовету.
1963—1965 гг. — Домославка в составе Озерского сельсовета Дмитровского укрупнённого сельского района.
В 1973 году Озёрский сельсовет был переименован в Кошелёвский.
В 1994 году Московской областной думой было утверждено положение о местном самоуправлении в Московской области, сельские советы как административно-территориальные единицы были преобразованы в сельские округа.
1994—2004 гг. — деревня Кошелёвского сельского округа Талдомского района.
Постановлением Губернатора Московской области от 3 июня 2004 года № 106-ПГ Кошелёвский сельский округ был объединён с Ермолинским и Николо-Кропоткинским сельскими округами в единый Ермолинский сельский округ.
2004—2006 гг. — деревня Ермолинского сельского округа Талдомского района.
2006—2009 гг. — деревня сельского поселения Ермолинское.
В 2009 году деревня Домославка вошла в состав сельского поселения Квашёнковское Талдомского муниципального района, образованного путём выделения из состава сельского поселения Ермолинское.